# حوزه انتخابیه سی‌وهشتم کالیفرنیا
حوزه انتخابیه سی‌وهشتم کالیفرنیا یک حوزه انتخابیه مجلس نمایندگان آمریکا است که در ایالت کالیفرنیا قرار دارد.